# Auguste Puységur
Auguste de Puységur  (Rabastens, Tarn, França, 14 de fevereiro de 1808 - Pécadoure, Tarn, França, 02 de março de 1866) foi um político francês, jornalista e membro da Assembleia Constituinte do departamento de Tarn .

## Biografia
Auguste de Puységur nasceu em 14 de fevereiro de 1808 em Rabastens (Tarn) e morreu 2 de março de 1866 para Pécadoure (Tarn). Jornalista da Gazeta da França, jornal legitimista, ele é um membro da Assembleia Constituinte de Tarn (1848 - 1849), sentado à direita .